# Quercus pinbianensis
Quercus pinbianensis — вид рослин з родини букових (Fagaceae), поширений у південно-центральному Китаї.

## Середовище проживання
Поширений у південно-центральному Китаї — ендемік Юньнаню; зростає ймовірно в гірських лісових районах; росте на висотах від 300 до 1700 метрів.

## Загрози
Quercus pinbianensis дуже рідкісний і відомий лише з одного місця зростання; можливо, там він уже вимер, бо дув перебуває в регіоні, де ліси, як правило, повністю розчищаються, щоб створити місце для високоінтенсивного банано-рисового землеробства.